# Spoliation des biens artistiques et culturels
 (avril 2024).
Pour les articles homonymes, voir spoliation.
La spoliation des biens culturels est la pratique qui consiste à déposséder un État, une communauté ou un individu de son patrimoine, mobilier et immobilier, à savoir un objet ou une collection d'objets, une partie ou l'ensemble d'un bâtiment, lesquels sont alors considérés comme déplacés et désappropriés.  Assimilée au vol, elle est pratiquée à plus ou moins grande échelle en temps de guerre, elle peut aussi advenir, de façon opportune, au cours d'une catastrophe naturelle et d'une émeute. Elle peut s'appliquer en temps de paix, sous couvert d'une législation coercitive, dans le cadre d'une dépossession massive des biens culturels.
Depuis 1954, toute spoliation de cette nature ouvre le droit à restitution : ce droit se heurte aux procédures propres à chacune des parties et selon leurs revendications et arguments, l'effectivité de la restitution n'est garantie par aucune instance supra-nationale, chaque objet ou bien étant traité au cas par cas. 

## Contexte juridique

### Un concept non universel
La notion de spoliation est centrale dans le discours actuel relatif à la réparation des injustices historiques, que ce soit dans le contexte de la restitution des biens pillés dans les anciennes colonies, des biens pillés au cours de conflits armés ou des biens pris à des personnes persécutées par le régime nazi (1933-1945). 
Dans le langage juridique, cette notion peut désigner différentes formes de dépossession qualifiées d’illégitimes (vols, pillages, prises de guerre, ventes forcées, etc.). Or, à l’heure actuelle, un concept universaliste de spoliation susceptible d’englober et d’appréhender toutes les formes de dépossessions historiques fait défaut puisque les différents contextes d’injustice ne sont pas identiques et méritent de ce fait un traitement particulier.

### Définition au sens du droit international après 1945
Il existe différents modes de spoliation, et l'expérience de la Seconde Guerre mondiale permet, après 1945, aux instances internationales de définir un cadre juridique, lequel n'a cessé d'évoluer, quant aux termes par exemple de la prescription.
Ces biens culturels sont définis par l'article premier de la Convention internationale pour la protection des biens culturels en cas de conflit armé signée en 1954 à La Haye : ce sont les biens qui, à titre religieux ou profane, sont désignés par chaque État comme étant d'importance pour l'archéologie, la préhistoire, l'histoire, la littérature, l'art ou la science, et qui appartiennent aux catégories ci-après : 

« Collections et spécimens rares de zoologie, de botanique, de minéralogie et d'anatomie ; objets présentant un intérêt paléontologique ; biens concernant l'histoire, y compris l'histoire des sciences et des techniques, l'histoire militaire et sociale ainsi que la vie des dirigeants, penseurs, savants et artistes nationaux, et les événements d'importance nationale ; produit des fouilles archéologiques (régulières et clandestines) et des découvertes archéologiques ; éléments provenant du démembrement de monuments artistiques ou historiques et des sites archéologiques ; objets d'antiquité ayant plus de cent ans d'âge, tels qu'inscriptions, monnaies et sceaux gravés ; matériel ethnologique ; biens d'intérêt artistique tels que tableaux, peintures et dessins faits entièrement à la main sur tout support et en toutes matières (à l'exclusion des dessins industriels et des articles manufacturés à la main) ; productions originales de l'art statuaire et de la sculpture, en toutes matières ; gravures, estampes et lithographies originales ; assemblages et montages artistiques originaux, en toutes matières ; manuscrits rares et incunables, livres, documents et publications anciens d'intérêt spécial (historique, artistique, scientifique, littéraire, etc.) isolés ou en collections ; timbres-poste, timbres fiscaux et analogues, isolés ou en collections ; archives, y compris les archives phonographiques, photographiques et cinématographiques ; objets d'ameublement ayant plus de cent ans d'âge et instruments de musique anciens. »

## Des différents contextes
Ces biens sont obtenus par la menace, la violence physique, la fraude, la ruse, ou le dol, que ce soit en temps de guerre (un cas fréquent est le pillage des œuvres d'art) ou en temps de paix (sous la forme notamment de la confiscation par abus de pouvoir). 

## Un phénomène historique

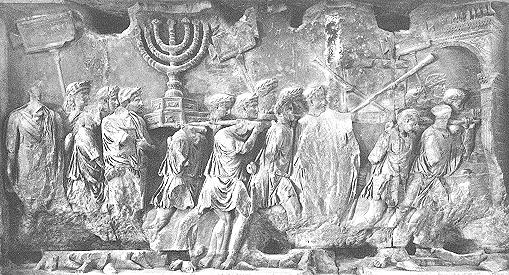
Lors du sac de Jérusalem en 70, Titus fait emmener les objets sacrés dont la Menorah.

La spoliation à grande échelle se pratique depuis l'Antiquité, l'Histoire en porte la trace, bien souvent écrite par les perpétrateurs même : ainsi, par exemple, au cours du sac de Jérusalem en 70, le futur empereur Titus ordonne à ses légions le pillage de la ville, et ces prises sont célébrées en triomphe à Rome — la scène fut immortalisée. Sur cette scène, il n'est pas seulement question d'objets, mais aussi d'êtres humains, lesquels sont ravalées au rang d'esclave, et donc de bien meuble, au sens du droit romain. Un siècle plus tôt, l'avocat Cicéron traitait du pillage d'œuvres d'art et de prévarication, dans ses fameuses diatribes contre Caius Licinius Verres qui avait dépouillé, à son profit, les temples de la province romaine de Sicile. En 165, Séleucie du Tigre, capitale de l'Empire parthe, est prise par les légions d'Avidius Cassius : d'abord paisibles, ses soldats finissent par incendier l’important temple à Apollon Komaios, un sanctuaire renommé, puis emmènent la statue votive à Rome en triomphe. Ces triomphes de la République et de l'Empire romain enflamment les imaginaires, entre autres à partir de la Renaissance : Andrea Mantegna peignit Les Triomphes de César à partir de 1486 (Château de Hampton Court). 
Au Moyen Âge et jusqu'à nos jours, le pillage, la razzia, la mise à sac, sont des pratiques que s'arrogent tout vainqueur qui s'estime avoir le droit de revendiquer comme « butin de guerre » les biens de la partie adverse vaincue pour récompenser soldats et mercenaires, lesquels coûtent cher, comme le fait de s'engager dans une guerre. Le siège de Constantinople en 1204, permet à une partie des croisés dépêchés par la république de Venise de faire main basse sur quatre chevaux en bronze coulé, datant probablement au IVe siècle avant l'ère commune et provenant de la Grèce antique, et faisant partie du site de l'hippodrome de la ville depuis l'époque de Constantin (avant 338) ; presque six siècles après cette prise des croisés, en 1797, les soldats de l'Armée d'Italie, aux ordres du général Bonaparte, s'en emparent et les ramènent en triomphe à Paris : ils seront restitués à la ville de Venise en 1815, aux termes du traité de Paris. Cet exemple, troublant, tend à démontrer qu'un objet culturel peut changer plusieurs fois de propriétaire, mais en dehors des règles communes de transactions gré à gré, et en perdant son identité originelle : sans doute pris aux Grecs par Rome, puis aux Byzantins par Venise, l'objet d'art était devenu partie intégrante du patrimoine de la république vénitienne : ce sont des diplomates, représentant les pays vainqueurs de la France, qui ont décidé de restituer cet objet aux Vénitiens, lesquels ne retrouvaient pas, au passage, leur indépendance, puisqu'ils devenaient, ironiquement, inféodés aux Autrichiens.  

### Colonisation
Les « Temps modernes » ouvrent aux explorations de mondes nouveaux : fondant des empires coloniaux, l'Espagne et le Portugal, grâce à leur puissance maritime et militaire, vont à la rencontre de civilisations inconnues, qu'ils parviennent à dominer en quelques années : en christianisant, en asservissant, en exploitant les ressources minérales et végétales, et en pillant et détruisant un grand nombre de biens propres à ces cultures. Au XVIe siècle et au XVIIe siècle, l'Italie, berceau des arts renaissants, devient l'enjeu de conquêtes : Rome est mise à sac par les armées de Charles Quint (1527), Mantoue par les armées du Saint-Empire (1630), etc.
Une bonne partie de ces biens spoliés se retrouvent dès le XVIe siècle au centre d'un important trafic, qui prend place dans le cadre du marché de l'art et qui l'alimente (même de nos jours). Les antiquités gréco-romaines, les objets à caractère ethnologiques, sont très tôt collectionnés, et d'abord par des particuliers, bien entendu fortunés. L'archéologie n'est pas encore une science réglementée et le patrimoine souterrain, non inscrit, est considéré comme un trésor et donne lieu à de nombreux abus. Mais il en va de même pour les biens immobiliers tels que des temples anciens. L'un des exemples les plus marquants est le sort réservé aux marbres du Parthénon : en 1801-1802, une partie de la frise supérieure du temple athénien est embarquée par un diplomate britannique, Lord Elgin, avec l'apparente bénédiction du pouvoir ottoman. Quand le royaume de Grèce fut instauré, Athènes réclama aux autorités britanniques, entre 1834 et 1843, le retour des marbres, en vain. À compter de 1983, la Grèce entame de nouvelles demandes de restitution. Un autre cas célèbre, encore une fois dans l'impasse, le trésor de Priam, qui met en jeu un chercheur qui découvre sur le sol de l'Empire ottoman des milliers d'objets antiques, les ramènent clandestinement en Allemagne, les offre à son pays, pour finir confisqués par l'Armée rouge en 1945 lors du siège de Berlin : l'Allemagne et la Turquie réclament les dits objets.
Au XIXe siècle, dans l'Europe en pleine vogue d'antiquarianisme, les principaux musées allemands, britanniques et français se remplissent d'objets d'art dont la provenance est ambiguë, voire discutable : par exemple, selon plusieurs études, la France a conservé plus de deux cents objets confisqués par les armées napoléoniennes, et non-restitués après 1815,. 
Les plus gros empires coloniaux du XIXe siècle, britannique et français, et jusque dans les années 1930, s'emploient à déposséder de nombreux peuples, qui, par ailleurs, voient fleurir sur leurs sols des musées quand leurs sanctuaires sont dévastés : la liste est longue, et les exemples ne manquent pas. Trois cas de figure demeurent : la puissance coloniale confisque le bien au nom d'une prise de guerre (en réparation, en compensation) ; la situation de conflit et de domination donne lieu à des pillages et donc à du trafic (marché noir) — la Chine par exemple en fut le théâtre et l'Indochine (voir l'affaire du vol d'œuvres d'art à Angkor) ; une transaction a bien lieu mais dans des conditions désavantageuses pour le vendeur : par exemple, celui-ci se voit contraint d'« accepter » de la verroterie contre une statue en marbre en présence de militaires armés ; ou bien d'offrir en cadeau un objet pour s'attirer les bonnes grâces de l'envahisseur, etc. De tels dons n'ont rien à voir avec le potlatch, mais bien avec l'abus de confiance.
De telles situations se retrouvent en temps de paix, quand le système législatif devient abusif et se retourne contre une partie de la population d'un pays.

### Spoliation auXXesiècle
Les confiscation d'œuvres d’art sous le troisième Reich, sont instituées dès 1933, à partir d'inventaires établis, d'abord en Allemagne, et grâce à un arsenal juridique excluant du droit commun une partie de la population : ces lois visèrent principalement les Juifs d'Allemagne, qui furent contraints de vendre leurs biens sous la menace. Après mars 1939, leurs biens sont confisqués. Avec l'entrée en guerre, le Reich étend ces lois aux pays conquis et organise l'un des plus gros pillage de l'Histoire. La spoliation des Juifs donne encore lieu de nos jours à des demandes de restitution. 
L'ampleur de cette spoliation organisée par les nazis est estimée à 600 000 œuvres d'art pillées en Europe entre 1933 et 1945 : 200 000 en Allemagne et en Autriche, 100 000 en Europe occidentale et 300 000 en Europe orientale.
Fin 1939, certains États ou particuliers prennent des mesures pour évacuer leurs chefs-d'œuvre, tel le musée du Louvre. 
Dès la fin de la guerre se pose le problème de la restitution des œuvres d'art pillées sous le troisième Reich qui se traduit notamment en Allemagne par la Wiedergutmachung. La chute de Berlin se traduit également par du pillage, notamment le trésor d'Eberswalde par les Soviétiques.
Différentes commissions nationales et internationales (telle la Commission Bergier en Suisse ou la Commission pour l'indemnisation des victimes de spoliations intervenues du fait des législations antisémites en vigueur pendant l'Occupation en France) de restitution et d’indemnisation sont depuis cette époque mises en place et des dispositions sont prises pour mener des recherches de provenance (de) qui se révèlent parfois complexes comme le montre l'affaire en 2012 du Trésor artistique de Munich.

### Restitution et décolonialisme
En 1978, l'UNESCO crée le Comité intergouvernemental pour la promotion du retour de biens culturels à leur pays d'origine ou de leur restitution en cas d'appropriation illégale, offrant ainsi un cadre de discussion et de négociation pour la restitution des biens culturels (en). Depuis la fin des années 1990, les demandes de restitution se multiplient, notamment de la part des États d'Amérique du Sud, du Proche et Moyen Orient et des anciens pays colonisés, ce qui suscite la sensibilisation mais aussi des débats (traitement juridique des contentieux, rôle des musées qui par leur conservation de ces biens ont évité leur disparition ou leur dégradation s'ils étaient restés dans leur pays d'origine) au niveau des musées privés ou publics (à travers le code déontologique du Conseil international des musées adopté en 1986), du marché de l'art et des collectionneurs. Sont révélateurs à cet égard la demande officielle de la Grèce depuis plus de trente ans de la restitution de la frise du Parthénon au British Museum, la demande de l'Égypte en 2011 de restitution du buste de Néfertiti exposé au Neues Museum de Berlin, ou le trésor de Troie qui est restitué en septembre 2012 à la Turquie par l'université de Philadelphie. 
En France, malgré le principe d’inaliénabilité des collections publiques (voir l'édit de Moulins) réaffirmé par la loi du 4 janvier 2002 relative aux musées de France, les restes de Saartjie Baartman, la « Vénus hottentotte », sont restitués à l'Afrique du Sud en 2002, quinze têtes maoris sont rendues à la Nouvelle-Zélande en 2010.
Cette pratique subsiste toujours, notamment dans des pays touchés par la corruption ou les troubles (œuvres d'art Yoruba au Nigeria, pillage des musées nationaux irakiens lors de la troisième Guerre du Golfe), essentiellement dans un but mercantile pour alimenter les galeries, les marchands d’art ou les collectionneurs privés. 
Durant la guerre civile syrienne, l'État islamique a pillé des sites archéologiques puis a vendu les objets volés en Europe via des ports francs afin de se financer.
En 2022, lors de l'invasion de l'Ukraine par la Russie, les forces d'occupations russes s'emparent de l'« Or des Scythes » dans la ville de Melitopol : de manière générale, les musées sont pillés, de même que les zoos, où les animaux sont enlevés en guise de trophées.
En avril 2024, le British Museum, fait l'objet d'investigation de la part du gendarme de la Communication[Qui ?]. Le musée aurait dissimulé des informations autour d’une dizaine de tablettes sacrées, des tabots, pillées sur les terres de l'Empire éthiopien, au XIXe siècle par un corps expéditionnaire de l'Armée britannique. Le gouvernement éthiopien réclame, par la voix de l'ONG Returning Heritage, la restitution de ces objets d'art.
En mars 2025, Emmanuel Macron le président français, s'engage à la restitution de trois crânes sakalava à l'état de Madagascar, jusqu’alors conservés au Musée de l’homme, à Paris, en France.
Le 28 avril 2025, les sénateurs français se prononcent sur une proposition de loi devant permettre le retour en Côte d’Ivoire d’un objet saisi en 1916, le Djidji Ayokwe. Le projet de loi est adopté à l'unanimité en première lecture, au Sénat. L'Assemblée nationale se saisit ensuite du projet de loi.
En mai 2025, le Mozambique entame une demande de restitution de ses œuvres d'art pillées lors de l'époque coloniale. D’après la ministre mozambicaine de la Culture, au moins 800 œuvres d’art ou objets patrimoniaux ont été pillés durant la colonisation. Un certain nombre ont été exposés dans des musées au Portugal, mais aussi dans le reste de l’Europe.
En juin 2025, Les Pays-Bas restituent officiellement, 119 sculptures de la collection de bronzes du Bénin, pillées au Royaume du Bénin, dans l'actuel État d'Edo, au Nigéria, par les forces coloniales britanniques.
Le 7 juillet 2025, l’Assemblée nationale adopte à l'unanimité une loi portant sur la déclassification du tambour parleur « Djidji Ayokwe » des collections publiques françaises, dans le but de le restituer à la Côte d’Ivoire
Le 17 juillet 2025, plusieurs journaux révèlent que, d'après une lettre du représentant permanent de la France à l’ONU datée du 19 juin 2025, la France a fait part aux autorités nigériennes de sa volonté de restituer des objets culturels pillés lors de l'époque coloniale,. Dans cette lettre, il déclare également que Paris est « ouvert au dialogue bilatéral avec les autorités nigériennes, ainsi qu’à toute collaboration en matière de recherche de provenance ou de coopération patrimoniale ».